# Décès en 1261
Décès
- 1257
- 1258
- 1259
- 1260
- 1261
- 1262
- 1263
- 1264
- 1265

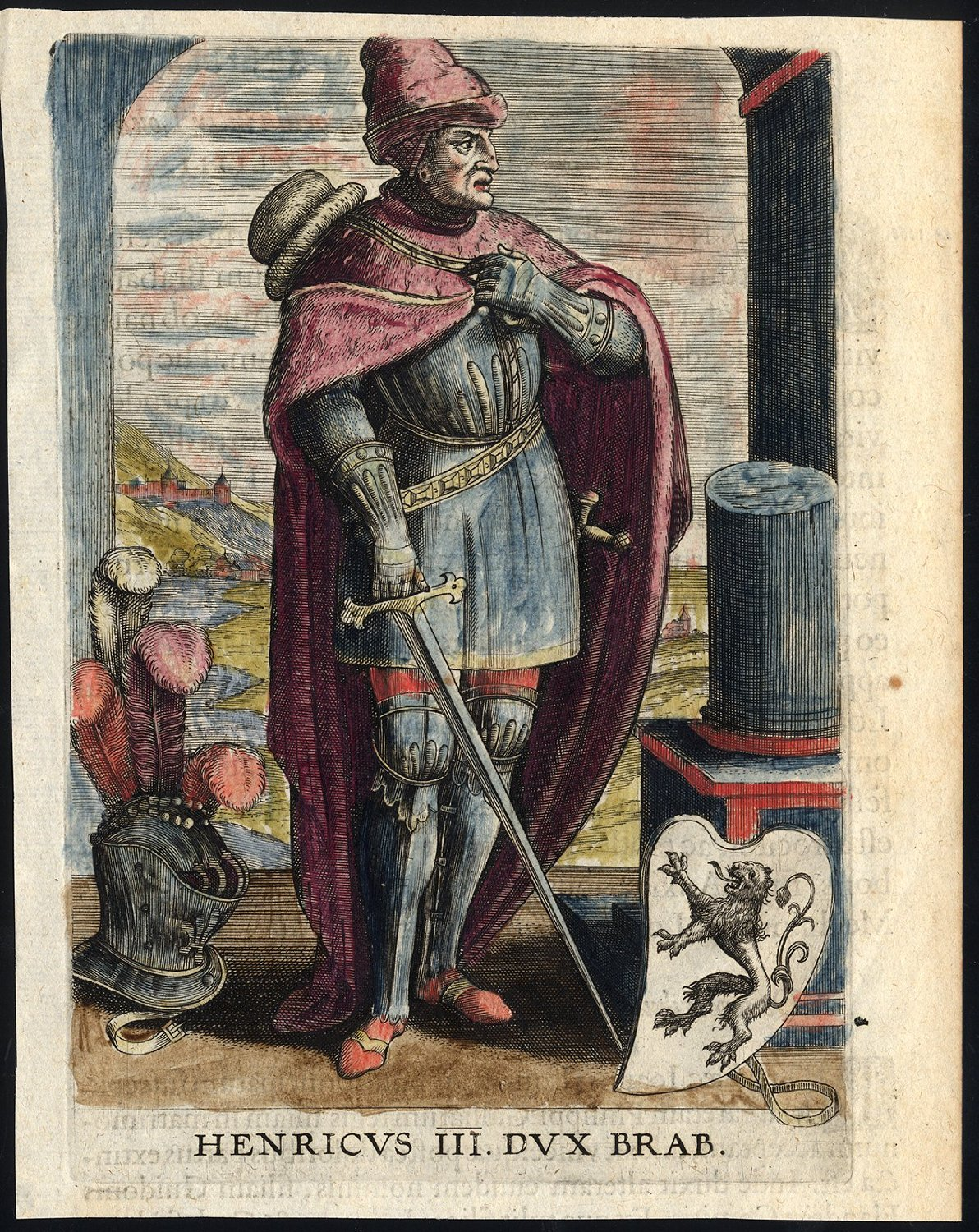
Henri III de Brabant, mort en 1261.

Cette page dresse une liste de personnalités mortes au cours de l'année 1261 :
- 28 février : Henri III de Brabant, Comte de Louvain, duc de Brabant et duc de Basse-Lotharingie.
- 25 mai : Alexandre IV, né Rinaldo Conti di Segni, pape.
- 8 juillet : Adolphe IV de Holstein, comte de Schauenburg et de Holstein ; après sa victoire contre les Danois, il abdique et devient cordelier.
- 9 novembre : Sancie de Provence, troisième fille du comte de Provence Raimond Bérenger IV de Provence.

- Plaisance d'Antioche, reine de Chypre, puis régente des royaumes de Chypre et de Jérusalem.
- Ahi Evren, prédicateur musulman turc qui a étendu l'islam dans l'Empire de Trabzon.
- Bettisia Gozzadini, docteur en droit de l'université de Bologne et professeur.
- Qin Jiushao, mathématicien chinois.
- Knut Håkonsson, prince et jarl norvégien, prétendant au trône sous le règne du roi Håkon IV de Norvège.
- Philippe Berruyer ou de Bourges, évêque d'Orléans et archevêque de Bourges.

date incertaine (vers 1261)
- Conrad Ier de Nuremberg, burgrave de Nuremberg.

## Crédit d'auteurs
- Cet article est partiellement ou en totalité issu de l'article intitulé « 1261 » (voir la liste des auteurs).